# Elefantorden
Elefantorden (Danska: Elefantordenen)  är en dansk orden som instiftades med skriftliga statuter 1693. Den är dock baserad på Elefantorden som Fredrik II av Danmark började utdela 1580. Som sitt ursprung räknar orden det ordenssällskap som går tillbaka till 1400-talet och som skapades av Kristian I.

## Historia
I stället för ordenstecken av den vanliga stjärntypen används en elefant, som fästs i ordenskedjan eller vid ett brett, vattrat och ljusblått ordensband.
Från början var Elefantorden ett religiöst brödraskap (stiftat 1464 av Kristian I) och bestod av femtio medlemmar som bar kedjor av elefantbilder. Vid reformationen upplöstes brödraskapet. Fredrik II återupprättade emellertid Elefantorden år 1580 och gav den karaktär av kunglig förtjänstorden. 
Kristian V utfärdade den 1 december 1693 nya statuter (ändrade 1808 och 1958). Liksom tidigare skulle den regerande kungen vara stormästare och antalet riddare bestämdes till trettio. Kungens söner blev riddare redan som nyfödda och de inräknades inte i den bestämda maximala kretsen. Av politiska skäl överskreds det statutenliga maximiantalet genom att utländska regenter m fl utsågs. År 1907 fanns det sammanlagt åttiosju in- och utländska elefantriddare av vilka (9+76=) åttiofem var statschefer, prinsar eller prominenta utlänningar och endast två var danskar utanför kungahuset.
För tillfället (januari 2021) finns det inte någon enskild icke-kunglig dansk som är riddare av Elefantorden. Den senaste var skeppsredaren Mærsk Mc-Kinney Møller (1913-2012), utnämnd i december 2000.
En dansk icke-kunglig elefantriddare har rätt till titeln excellens.

## Bilder

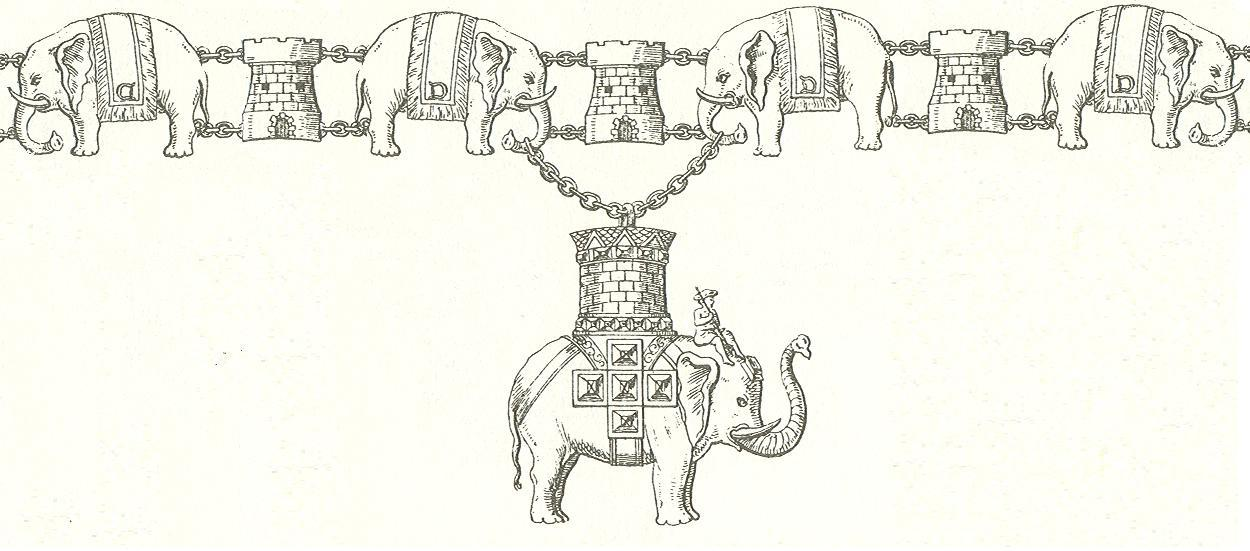
Elefantordens kedja.
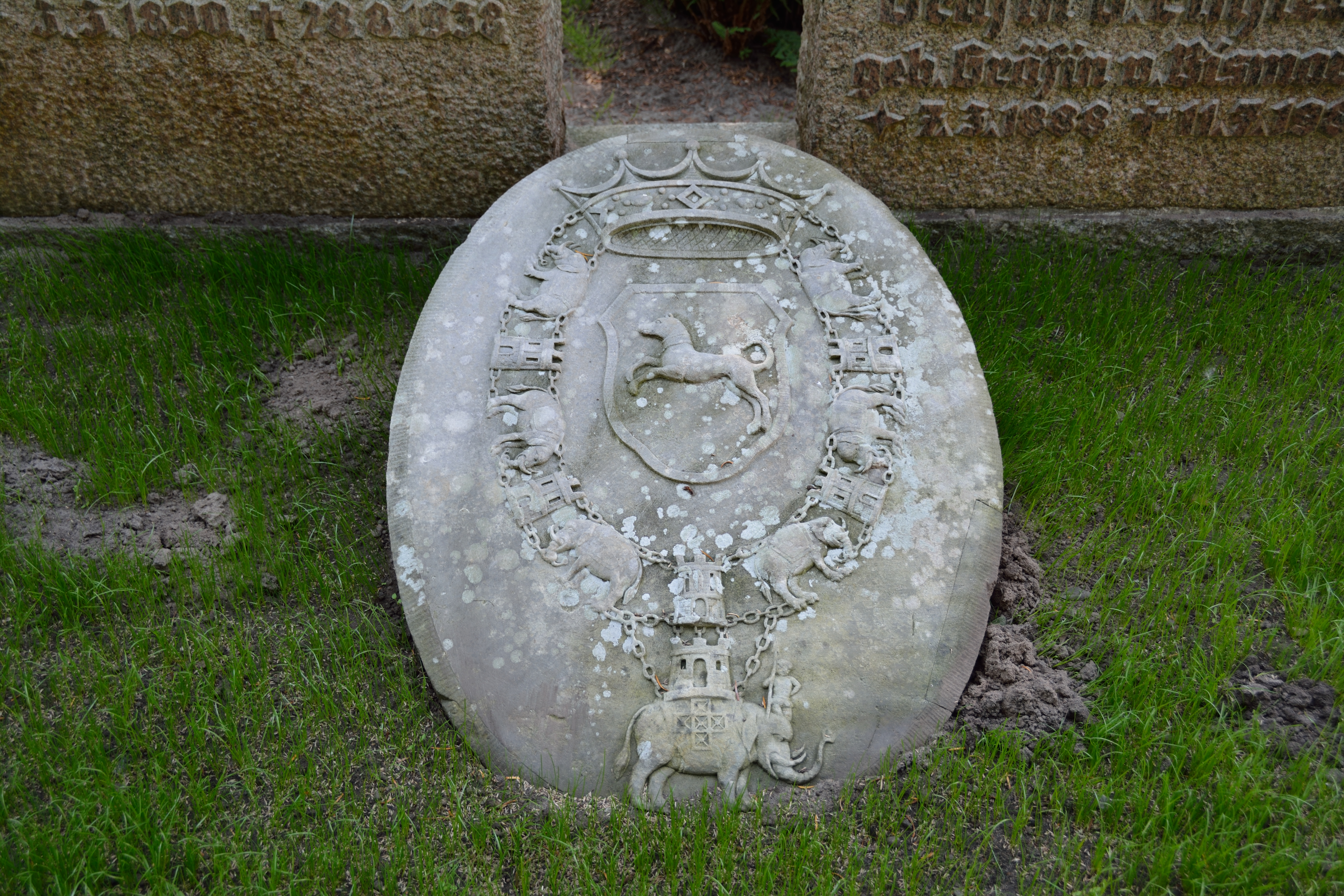
Elefantorden på en gravsten tillhörande adelssläkten Blome i Heiligenstedten.
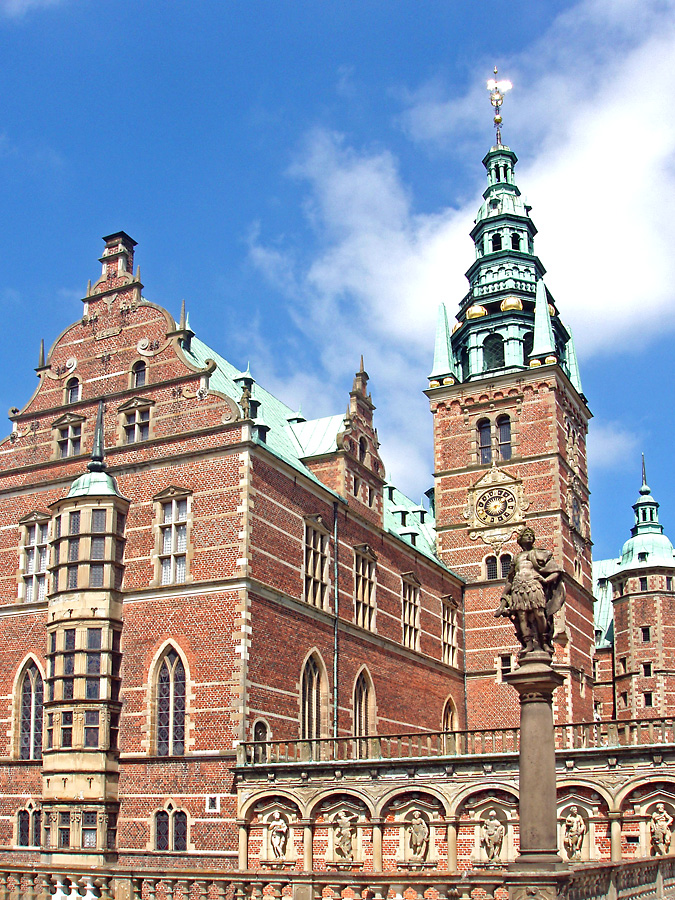
Ordenskapellet på Frederiksborgs slott.